# Dichrostachys
Dichrostachys (A.DC.) Wight & Arn., 1834 è un genere di piante angiosperme appartenente alla famiglia delle Fabaceae, diffuso in Africa, Asia tropicale e Australia settentrionale.

## Tassonomia
IL genere comprende le seguenti specie:
- Dichrostachys akataensis Villiers
- Dichrostachys arborescens (Bojer ex Benth.) Villiers
- Dichrostachys bernieriana Baill.
- Dichrostachys cinerea (L.) Wight & Arn.
- Dichrostachys dehiscens Balf.f.
- Dichrostachys dumetaria Villiers
- Dichrostachys kirkii Benth.
- Dichrostachys myriophylla Baker
- Dichrostachys paucifoliolata (Scott Elliot) Drake
- Dichrostachys pervilleana (Baill.) Drake
- Dichrostachys richardiana Baill.
- Dichrostachys scottiana (Drake) Villiers
- Dichrostachys spicata (F.Muell.) Domin
- Dichrostachys tenuifolia Benth.
- Dichrostachys unijuga Baker
- Dichrostachys venosa Villiers